# Macronympha elegans
Macronympha elegans là một loài côn trùng trong họ Mesochrysopidae thuộc bộ Neuroptera. Loài này được Panfilov in Dolin et al. miêu tả năm 1980.